# Alles is zoals het zou moeten zijn (film)
Alles is zoals het zou moeten zijn is een Nederlandse komische dramafilm uit 2020 geregisseerd door Ruud Schuurman. De film is gebaseerd op het gelijknamige boek van Daphne Deckers en ging op 29 juli 2020 in première.

## Verhaal
De film volgt de jonge moeder Iris die net na de geboorte van hun eerste kind, van haar partner te horen krijgt dat hij nooit kinderen had gewild en met een nieuwe geliefde naar Afrika zal vertrekken. Iris grijpt naar de alcohol om dit te verwerken waardoor haar prille moederschap, haar succesvolle baan in de televisiewereld en haar sociale leven onder druk komt te staan. Samen met twee van haar beste vriendinnen krijgt Iris haar leven weer langzaam op de rit en besluit dat ze wraak wil nemen op haar overspelige ex.

## Rolverdeling
| acteur               | personage             |
| -------------------- | --------------------- |
| Barbara Sloesen      | Iris                  |
| Jan Kooijman         | Douwe                 |
| Jelle de Jong        | Pieter                |
| Sanne Langelaar      | Babette               |
| Julia Akkermans      | Cassandra             |
| Renée Fokker         | Marjan                |
| Tom Van Landuyt      | Bart                  |
| Patrick Stoof        | Ewart                 |
| Bram van der Heijden | Peter Paul            |
| Meral Polat          | dokter Kurtoglu       |
| Holly Mae Brood      | Claudia               |
| Rosa Reuten          | Karin                 |
| Victoria Koblenko    | Danielle              |
| Allard Geerlings     | Barry                 |
| Edward Stelder       | dokter                |
| Tusem Sarikaya       | Ella                  |
| Margo Dames          | mevrouw van Kralingen |
| Peter Blok           | meneer van Kralingen  |
| Anna Keuning         | Janneke               |
| Shad Issa            | Jaydon                |
| Randy Fokke          | Zoraya                |
| Joan Sureda          | Juanito               |
| Daphne Deckers       | zichzelf              |

## Achtergrond
De film werd geregisseerd door Ruud Schuurman en geproduceerd door Marcel de Blok en Tom de Mol. Het scenario van de film werd geschreven door Anna Pauwels en is gebaseerd op het gelijknamige boek van Daphne Deckers uit 2012. Miss Montreal en Diggy Dex verzorgden met het gelijknamige nummer de titelsong van de film. Hoofdrollen in de film waren weggelegd voor onder anderen Barbara Sloesen, Jan Kooijman, Jelle de Jong en Sanne Langelaar.
Alles is zoals het zou moeten zijn ging op 29 juli 2020 in Amsterdam in première. Een kleine maand later, op 24 augustus 2020, werd de film bekroond met een Gouden Film voor het behalen van 100.000 bezoekers.
Tijdens het Toronto International Film Festival, in oktober 2020, werden de rechten van de film verkocht aan België, Frankrijk, Rusland en de Baltische staten.